# バルトロメ・デ・ラス・カサス
バルトロメ・デ・ラス・カサス（Bartolomé de las Casas, 1484年8月24日 - 1566年7月17日）は、16世紀スペイン出身のカトリック司祭、後にドミニコ会員、メキシコ・チアパス司教区の司教。

## 紹介
スペイン黄金世紀の時代に、国家をあげ植民・征服事業をすすめていた「新大陸」（中南米）における数々の不正行為と先住民（インディオ）への残虐行為を告発、中南米（ラテンアメリカ）での植民地支配の不当性を訴えつづけた。主著に『インディアス史』、『インディアス文明誌』などがあり、『インディアスの破壊についての簡潔な報告』でも有名。生前から激しい批判を受け、死後も相反する評価を受けることが多かった。「インディオの保護者」などとも呼ばれる。

## 生涯

### 生い立ち
ラス・カサスはスペイン、アンダルシア地方のセビリアに生まれた。父ペドロ・デ・ラス・カサス、母イサベル・デ・リサの間にはじめての男の子として生まれ、三人の妹がいた。一族はコンベルソ（改宗ユダヤ人）の出身であるという説もあるが、定かではない。1493年、「新大陸」に到達してスペインに戻ってきたクリストファー・コロンブス（クリストーバル・コロン）のセビリア到着を目撃、強い印象を受けた。さらに父ペドロが兄弟とともにコロンブス（以下コロン）の第二次航海に参加し、「新大陸」に渡った。当時「新大陸」はインド（広義のインディア）であると考えられていたため、同地はスペイン人によって「インディアス」とよばれることになった。
1502年にはラス・カサス自らもインディアスに渡ることになり、新総督に任命されたニコラス・デ・オバンドと共にエスパニョーラ島へ渡航、同地に滞在した。一帯はコロンブスの率いるスペイン軍による略奪と虐殺から始まる、アラワク族やルカヤン族、タイノ族などのインディオ部族とスペイン人入植者との激しい戦いのなかにあった。1504年3月にはイグエイ（Higüey）地方のインディオの「反乱」鎮圧軍に加わっている。イグエイから戻ったラス・カサスはコンセプシオン・デ・ラ・ベガの近くでインディアンを奴隷として所有使役しながら、農場を経営した。
1506年、セビリアに戻ったラス・カサスは司祭職を志して下級叙階を受けた。1507年にはクリストーバル・コロンの息子ディエゴ・コロンのインディアスにおける特権回復の陳情のためローマへ赴き、そこで司祭に叙階された。ディエゴの陳情活動は成功し、ディエゴはインディアス総督の任命をうけることができた。ディエゴとラス・カサスは1510年にインディアスに戻り、ラス・カサスは同地で初ミサをささげた。
1511年12月、ラス・カサスの運命を変えた最初の出来事が起こる。サント・ドミンゴで生活していたドミニコ会員アントニオ・デ・モンテシーノスが、スペイン人のインディオに対する不当な扱いを初めて非難したのである。この運動はやがてスペイン王室も動かし、フェルナンド2世のもとにインディアス政策を検討するブルゴス会議が開かれ、ブルゴス法を制定した。

### 第一の改心
1512年、ディエゴ・コロンはキューバ島征服軍を出動させ、ディエゴの友人であったラス・カサスも従軍司祭としてこれに加わった。軍勢の中には後にコンキスタドールとして知られたエルナン・コルテスもいた。この軍事行動の中でおこなわれたインディアンに対する拷問と虐殺を目の当たりにしたラス・カサスは激しい良心の呵責を感じるようになった。1514年には従軍司祭の地位を捨て、農業に専念しながら聖書について観想する生活に入る。聖書のメッセージと現実に起こっているインディオの不当な扱いは明らかに相容れないものであった。司祭としてラス・カサスの苦悩は頂点に達していた。
1514年8月15日、ラス・カサスの人生における「第一の改心」と呼ばれる出来事が起こる。ラス・カサスは熟考の末、所有していたインディオ奴隷を解放し、自らのエンコミエンダを放棄。サンクティ・スピリトゥスで行った聖母被昇天祭のミサの中でエンコミエンダ制の矛盾を厳しく糾弾したのである。
1515年、インディアスでエンコミエンダ制の不当性を訴えていたドミニコ会員たちと相談の上、王室に状況の改善を訴えようとモンテシーノスと共にスペインへ向かった。しかし、フェルナンド2世はまもなく逝去したため、摂政として実権を握っていたフランシスコ・ヒメネス・デ・シスネロス枢機卿およびアドリアン枢機卿（後のハドリアヌス6世）に謁見して植民地の実情を訴えた。この時書かれたのが『14の改善策』といわれるもので、エンコミエンダの廃止とインディオ虐待の即時中止、平和的キリスト教布教などが提案されている。インディオは奴隷酷使され、また虐殺によって数を減らし、南米へ逃亡するものが後を絶たず、奴隷労働力としてすでに役に立たなくなっていた。このため、このころのラス・カサスはインディオに代わる労働力として西アフリカから運ばれた黒人奴隷の利用もやむなしと考えていた。しかし後に、これも不当であると考えるようになる。

### 第二の改心
ラス・カサスの提案により、シスネロス枢機卿の指示でインディアス審議会が発足。インディアスへの調査団の派遣を決定した。調査団はヒエロニムス会の修道士たちによって構成されており、ラス・カサスはインディオ保護官という肩書きで現地に同行した。調査団は忠実に職務を遂行したが、ラス・カサスから見れば手ぬるいものであったため、まもなく両者は対立することになった。調査団とラス・カサスがスペインに戻ると、死期が近づいていたシスネロス枢機卿はすでに権勢を失っており、まもなく死去した。しかたなくラス・カサスは新王カルロス1世（カール5世）に謁見することにし、謁見許可を待つ間、ドミニコ会神学院において法学・神学の知識を深めた。
やがて王の側近ジャン・ル・ソヴァージュの知遇を得ると、王から暴力的行動を禁止し、平和的植民のみを許可する勅令を得ることができた。これを実践しようとしたラス・カサスは自ら植民団をひきいてクマナー地方で平和的植民活動を行ったが、うまくいかず植民者たちはラス・カサスのもとを去った。インディアスのスペイン人たちの間でラス・カサスへの反感が強まり、命の危険を感じたラス・カサスは、ドミニコ会員たちのすすめに従ってドミニコ会に入会、修道院にかくまわれる形で研究に専念した。これが「第二の改心」である。研究活動の中で、当時の著名な神学者カエタヌス枢機卿が「征服戦争の正当性を立証する神学的根拠は何もない」という意見を持っていることを知り、大いに励まされた。『布教論』とよばれる著作はこのころ書かれたが、現在では一部分しかのこっていない。
1526年9月、インディアス事情に精通しているということで、ラス・カサスはエスパニョーラ島に新しく出来たドミニコ会修道院の院長任命を受けた。このころ、『インディアス史』の執筆を始めているが、2年前の1524年にはすでにインディアス評議会は枢機会議に格上げされており、王の直属機関となっていた。これは当時スペイン国内でインディアスの扱いについての関心が高まっていたこと、植民者たちの目にあまる行為とインディオへの虐待を問題視する意見が強かったことを示している。ラス・カサスはしきりに枢機会議に書簡を送っては現状を報告していた。その後はインディアス各地ですすめられたインディオ征服を批判しながら、インディオへの平和的布教に取り組んだ。ラス・カサスの地道な啓蒙活動はヨーロッパにおいて徐々に評価されるようになっており、1537年には教皇パウルス3世がインディオの奴隷化を禁止する勅令『スブリムス・デウス』を出している。また、グァテマラからメキシコに赴いて活発な活動を続けた。

### スペイン宮廷での活動とチャパスの司教位受諾
1540年、インディアスでの宣教師を募るためと、宮廷において現状報告を行うため、ラス・カサスは20年ぶりにスペインの土を踏んだ。国王カルロス1世（カール5世）はラス・カサスの報告を聞き、これを受けて1542年にバリャドリードにおいてインディアス評議会を召集し、インディアス政策の抜本的見直しとインディオ保護の方法を検討することを決めた。この評議会のために書かれた報告書が有名な『インディアスの破壊に関する簡潔な報告』である。1542年11月、討議のすえにインディアス評議会はインディオ保護とエンコミエンダ制の段階的廃止をうたった画期的な「インディアス新法」を公布した。このことは植民地当局と植民者のラス・カサスへのいっそうの憎悪をあおることになった。
ラス・カサスを宮廷から引き離そうとする反対者たちの画策と、インディアスにあって現状の報告者になってほしいと願う支持者たちの意思の不思議な一致の結果として、ラス・カサスはメキシコに設置されたチアパス司教区の初代司教に任命された。チアパスについたラス・カサスは司教として植民地当局に「新法」の施行を厳しく求めたが、植民者たちの激しい抵抗を受けた。結局、植民地全体のスペイン人の反発によって「新法」のうたったエンコミエンダ制廃止は先送りになり、不完全なものとなってしまった。ラス・カサスと植民者たちの間で繰り返された対立は泥沼化し、なんとか打開策を見出そうとしたラス・カサスは再びスペイン行きを決意、メキシコを離れた。

### バリャドリード論戦と晩年の執筆活動
1547年6月、再びスペイン宮廷に戻ってロビー活動を始めたラス・カサスの前にインディオへの征服活動の正当性を主張する強力な論敵が出現する。アリストテレス研究の権威として知られた神学者フアン・ヒネス・デ・セプルベダである。1550年からバリャドリードで行われたインディアス会議ではセプルベダとラス・カサスが交互に出頭して自説を述べ、自らの意見こそ正しいと盛んに論じた。これを「バリャドリード論戦」という。会議の中では植民者たちからエンコミエンダの世襲制の許可が願われたが、ラス・カサスの反対により見送られた。
1551年以降、ラス・カサスはバリャドリードのドミニコ会神学院に腰をすえて執筆活動と啓蒙活動に専念することを決意、チアパスの司教位を辞退した。神学院で執筆活動に専念していたこの時期、インディアス史の資料としてコロンブスの第一次航海の日誌をまとめ、要約の形で書き写した。現在、コロンブスの第一次航海の資料は失われているため、ラス・カサスによるこの要約のみが航海の様子を知る貴重な資料となっている。この後も継続的に執筆活動とインディアンの権利保護のロビー活動を続けた。この頃の著作では自分が若き日にインディアスへの黒人奴隷の導入をやむなしとしたことへの悔恨と、奴隷制度自体の不当性を主張している。ラス・カサスはいまや「全インディオの代弁者」であった。
1561年になると、体力の衰えを感じたラス・カサスはマドリードのアトチャ修道院に移り、自らの著作をまとめ始めた。やがて急速に体力が衰え、1566年6月20日、ラス・カサスはアトーチャ修道院で波乱に満ちた生涯を終えた。遺言によってラス・カサスは著作のすべてをドミニコ会神学院に寄贈したが、時が来るまでそれらを公にしないよう言い残している。教皇ピウス5世が従来スペインのインディアス支配の根拠とされていたアレクサンデル6世の「贈与大勅書」がインディアス征服を正当化するものでないというローマ教皇庁の正式見解を示したのは、ラス・カサス死後2年目の1568年のことであった。

### 後世の評価
ラス・カサスの死後、スペインのかつての勢いに陰りが見え始め、ラス・カサスの著作は各国で盛んに翻訳され出版された。それらはラス・カサスのまったく意図しなかった用途、すなわち諸国によるスペイン批判の道具として利用されたのであった。スペインのインディアスにおける残虐性からスペイン全体の非人間性を攻撃する一連の批判はやがて「黒い伝説」と呼ばれるようになり、スペイン国内でラス・カサスは国の誇りを失墜させた男、祖国への裏切り者とみなされるようになった。
さらに19世紀に入り、ラテンアメリカ（中南米諸国）で独立運動がさかんになると、ラス・カサスは「インディオの保護者」、中南米解放運動の先駆者として独立運動の思想的なルーツとみなされた。しかし、独立後の混乱の中で、逆にスペインによる中南米への文化導入が再評価されるようになり（「白い伝説」とよばれる）、ラス・カサスは再び批判された。1960年代に第2バチカン公会議により、思想の新潮流（解放の神学、キリスト教社会主義の一形態）が起こり、ラス・カサスは再び思想的先駆者、解放者として高く評価されることになった。
ラス・カサスは常に、評価されると同時に批判されるという複雑な立場におかれてきたが、ヨーロッパ中心主義がヨーロッパで常識であった時代にあってその正当性に懐疑の目を向けた先見性と高い問題意識、自らの命の危険を顧みずに果敢に行動した勇気が高く評価できることは疑いえない。

## 著書
- ラス・カサス『インディアスの破壊についての簡潔な報告』染田秀藤訳、岩波書店〈岩波文庫〉、1976年6月。ISBN 4-00-334271-2。
  - ラス・カサス『インディアスの破壊についての簡潔な報告』染田秀藤訳（改訳版）、岩波文庫、2013年8月。ISBN 978-4-00-358001-1。電子書籍も刊
- バルトロメー・デ・ラス・カサス『インディアス破壊を弾劾する簡略なる陳述』石原保徳訳、現代企画室〈インディアス群書 第6巻〉、1987年12月。ISBN 978-4-7738-8701-3。
- ラス・カサス『インディアス史 1』長南実訳・増田義郎注（以下も）、岩波書店〈大航海時代叢書 第Ⅱ期 21〉、1981年9月。ISBN 4-00-008541-7。
- ラス・カサス『インディアス史 2』長南実訳、岩波書店〈大航海時代叢書 第Ⅱ期 22〉、1983年9月。ISBN 4-00-008542-5。
- ラス・カサス『インディアス史 3』長南実訳、岩波書店〈大航海時代叢書 第Ⅱ期 23〉、1987年3月。ISBN 4-00-008543-3。
- ラス・カサス『インディアス史 4』長南実訳、岩波書店〈大航海時代叢書 第Ⅱ期 24〉、1990年2月。ISBN 4-00-008544-1。
- ラス・カサス『インディアス史 5』長南実訳、岩波書店〈大航海時代叢書 第Ⅱ期 25〉、1992年9月。ISBN 4-00-008550-6。
1994年7月-11月に再版。2023年7月にオンデマンド版で各・再刊（最終第5巻は2分冊）
- ラス・カサス『インディアス史』長南実訳、岩波文庫〈全7冊〉、2009年3月。ISBN 978-4002011493。- 石原保徳編・解説の改訂版（上記・第Ⅱ期大航海時代叢書版の約7割、電子書籍も刊）
- ラス・カサス『裁かれるコロンブス』長南実訳、岩波書店〈アンソロジー新世界の挑戦 1〉、1992年5月。ISBN 4-00-003631-9。
- ラス・カサス『歴史の発見』長南実訳、岩波書店〈アンソロジー新世界の挑戦 13〉、1994年2月。ISBN 4-00-003643-2。
- ラス・カサス『インディオは人間か』染田秀藤訳、岩波書店〈アンソロジー新世界の挑戦 8〉、1995年10月。ISBN 4-00-003638-6。
- バルトロメ・デ・ラス・カサス「ペルーの財宝について」および「インディアス評議会に提出した嘆願書」-『近世のスコラ学』上智大学中世思想研究所監修・田口啓子編訳、平凡社〈中世思想原典集成20〉、2000年8月。ISBN 4-582-73430-8。
- ラス・カサス『インディアスの破壊をめぐる賠償義務論』染田秀藤訳、岩波文庫、2024年3月。ISBN 978-4003342794。電子書籍も刊

### 関連文献
- ダニエル・ロップス「インディアンの父〈バルトロメ・デ・ラス・カサス〉」- 『キリストの証人たち 第6巻』安井源治訳、ドン・ボスコ社、1965年。
- ルイス・ハンケ『アリストテレスとアメリカ・インディアン』佐々木昭夫訳、岩波新書 青版、1974年、新装復刊2022年。ISBN 978-4004130635。
- J.F.マルモンテル『インカ帝国の滅亡』湟野ゆり子訳、中川久定解説、岩波文庫、1992年2月。ISBN 978-4003259214。
- ラインホルト・シュナイダー『カール五世の前に立つラス・カサス　南米征服者時代の諸情景』下村喜八訳、未来社、1993年9月。ISBN 462461027X。20世紀ドイツ語の歴史小説
- 上野清士『ラス・カサスへの道　500年後の〈新世界〉を歩く』新泉社、2008年8月。ISBN 978-4787708052。